# 留尼汪秧鸡
留尼汪秧鸡（学名：Dryolimnas augusti），又称迪布瓦林秧鸡（Dubois' wood-rail），是一种已经灭绝的秧鸡科白喉秧鸡属的鸟类，地方分布于马斯克林群岛中的留尼汪岛。其学名是为了纪念法国诗人奥古斯特·德·维莱勒（Auguste de Villèle，1858-1943），他对于留尼汪岛的历史的兴趣和热情好客的性格，使得众多博物学家得以发现和探索留尼汪的洞穴。
1996年在留尼汪的乌龟洞（Caverne de la Tortue）发现了留尼汪秧鸡的亚化石遗骸，并于1999年对其进行了科学描述。标本包括两块完整的跗跖骨、五块椎骨、一块骶骨、一块喙骨、两块肱骨、一块尺骨、三块股骨、十块趾骨和一块左下颌骨的碎片。
骨化石的发现证实了留尼汪秧鸡与白喉秧鸡亲缘关系很近。其大而粗壮的跗跖骨表明，它可能是白喉秧鸡属中已知最大的类群。
历史上有一份旅行报告可能提到过该物种。1674年，西厄尔·迪布瓦在他的报告中提到了一种秧鸡，命名为林秧鸡（Râle des Bois）。该物种不应与留尼汪紫水鸡混淆，也就是在同份报告中称作“Oiseau Bleu”的生物。留尼汪紫水鸡被描述为与留尼汪白鹮（以前称为留尼汪渡渡鸟）一样大，而留尼汪秧鸡的体型可能接近普通秧鸡。留尼汪秧鸡可能是不会飞的，因为其翼骨与腿骨的比例类似于同样不会飞的阿尔达布拉秧鸡。
由于迪布瓦的记载是关于留尼汪秧鸡的唯一历史记录，所以这种鸟类可能在17世纪晚期灭绝。考虑到阿尔达布拉岛上的白喉秧鸡中，无飞行能力种群可以在有鼠的环境中生存，但不能在有猫的环境中生存，因此留尼汪秧鸡的灭绝很有可能是猫所致:87。